# Concert per a violí en mi major (Bach)
El Concert per a violí en mi major de J. S. Bach (BWV 1042) és un concert en què el solista és el violí. Està acompanyat per una orquestra de corda i baix continu. S'estructura en tres moviments:
1. Allegro
2. Adagio e sempre piano
3. Allegro

## Audició
Audició dels tres moviments interpretat per l'Advent Chamber Orchestra amb el violinista Jacques Israelievitch:
- 1. Allegro (?·pàg.)
- 2. Adagio e sempre piano (?·pàg.)[1]
- 3. Allegro (?·pàg.)[1]